# El Tío Paquete

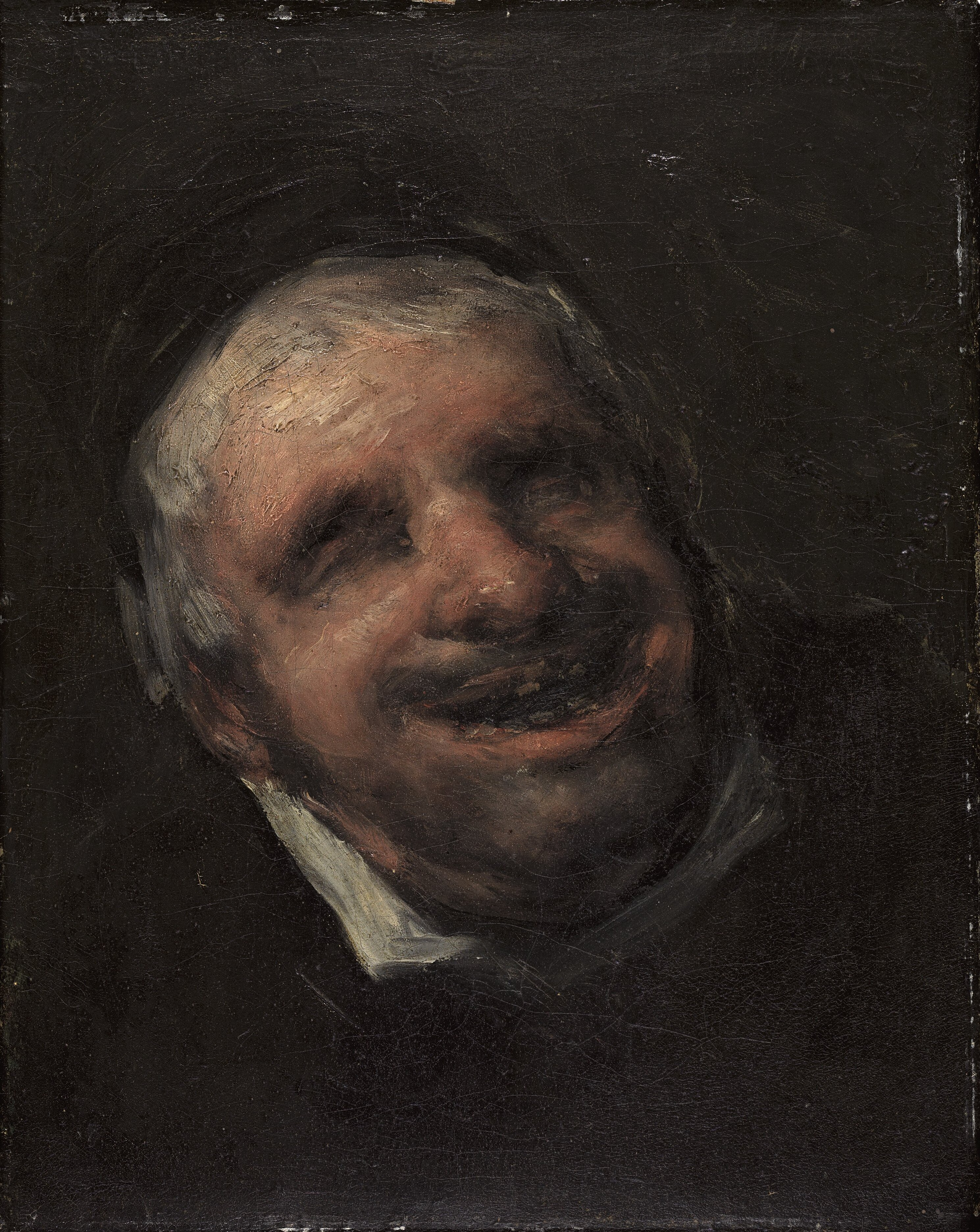
El Tío Paquete, gemalt von Francisco de Goya

El Tío Paquete ist der Titel eines Gemäldes von Francisco de Goya, das zwischen 1819 und 1824 entstand. Das zu Goyas Werkgruppe der „Schwarzen Gemälde“ gehörende Bild befindet sich im Museo Thyssen-Bornemisza in Madrid. 

## Beschreibung und Hintergrund
Das Werk El Tío Paquete hat im Hochformat die Maße 39 × 31 cm. Ausgeführt ist es in der Maltechnik Öl auf Leinwand; in Goyas Werkverzeichnissen ist es aufgeführt bei José Gudiol 1970, Nr. 723; bei Gassier und Wilson 1971, Nr. 1631 und bei De Angelis 1974, Nr. 640. Im Museo Thyssen-Bornemisza hat es die Inventarnummer 165 (1935.8).

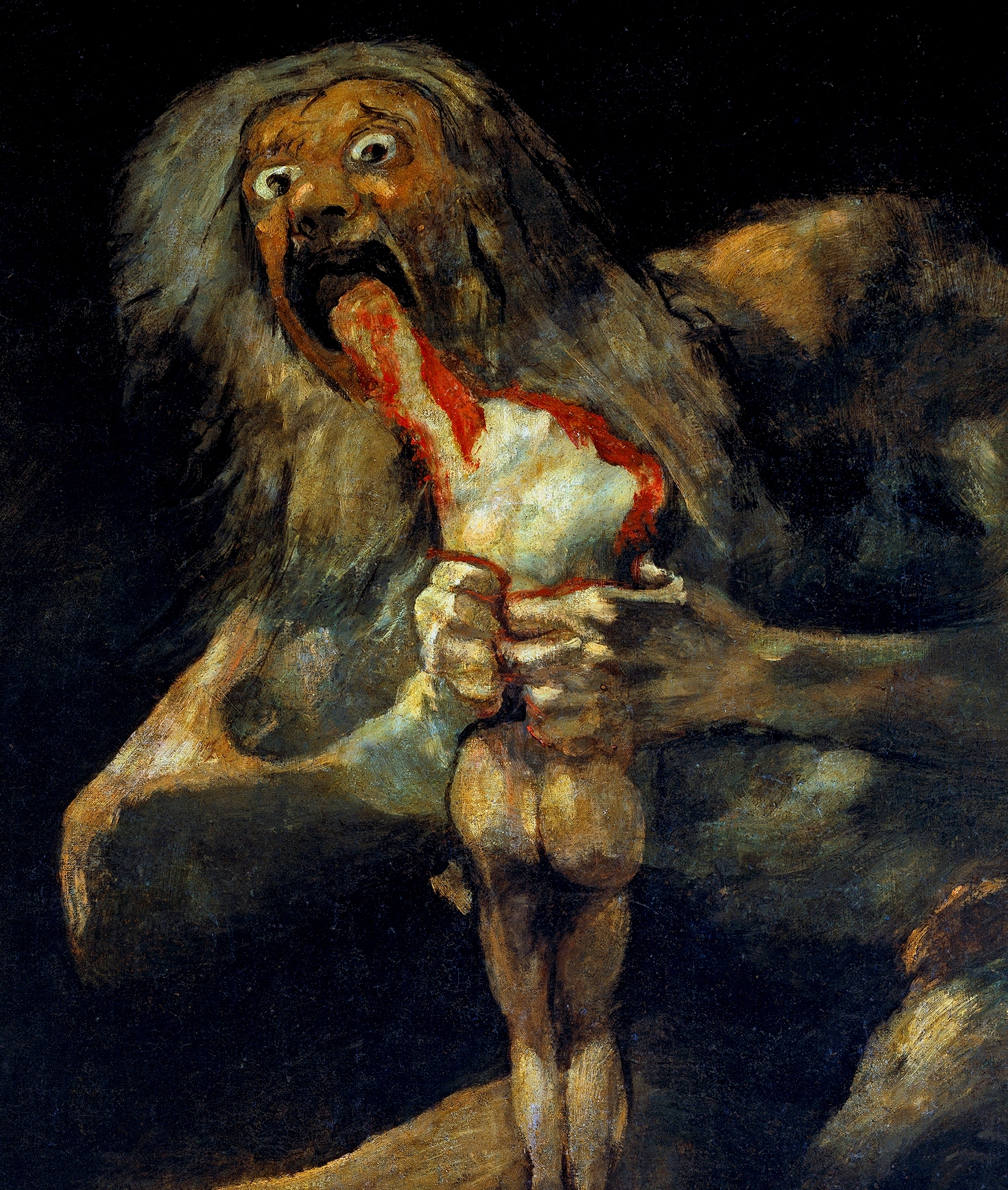
Saturn, einen seiner Söhne verschlingend (1819–1823, Detail), wohl das bekannteste Werk aus Goyas Reihe der Pintura negras. Museo del Prado, Madrid.

Goya versah die Rückseite des Gemäldes mit der Aufschrift El célebre ciego tijo (Der berühmte vollständig Erblindete). Danach handelt es sich bei diesem Bild um das Porträt des alten Paquete, eines blinden Bettlers, der gewöhnlich auf dem Stufen der Kirche San Felipe el Real saß und wegen seines mit der Gitarre begleiteten Gesangs berühmt war. Im pastosen Farbauftrag, in der freien Pinselführung und in dem dunklen Kolorit ist dieses Gemälde unmittelbar mit Goyas „Schwarzen Gemälden“ vergleichbar; so lässt sich die Entstehung des Bildes in die Jahre 1819 bis 1824 datieren.

## Provenienz
Das Gemälde befand sich ursprünglich im Besitz von Mariano Goya y Goicoechea (1806–1874), dem einzigen Enkel des Künstlers. Es gelangte schließlich in die Sammlung des Comte de Doña Marina, Marqués de Heredia in Madrid. In dessen Besitz wurde es auf der 1900 in Madrid stattfindenden Goya-Ausstellung gezeigt. Das Gemälde ging 1935 in die Sammlung Schloss Rohoncz über, als Bestandteil der Sammlung Thyssen-Bornemisza in Lugano erworben; es befindet sich inzwischen im 1992 eröffneten Museo Thyssen-Bornemisza in Madrid.

## Rezeption
Die Kunsthistorikerin Elsbeth Wiemann (1989) urteilte: „Die Physiognomie des Blinden ist in schonungsloser Offenheit, doch ohne karikierende Absicht, erfaßt. Die Intensität des Werks beruht gerade darauf, daß Goya dem Antlitz – ungeachtet seiner grotesken Züge – menschliche Würde verlieh.“